# Catalina Grimalt i Falcó
Catalina Maria Grimalt i Falcó (Mallorca, segle xx) és una enginyera informàtica, executiva empresarial. És experta en la integració tecnològica a les infraestructures marítimes en el concepte de ciutat intel·ligents i se la considera l'artífex en la digitalització del Port de Barcelona. Dins d'aquesta institució ha ocupat diversos càrrecs d'innovació i desenvolupament, especialment com a directora dels seus Sistemes d'Informació i com a presidenta de la Fundació BCN Port Innovation.

## Trajectòria
Grimalt i Falcó es llicencià en Informàtica a la Universitat Politècnica de Catalunya i cursà posteriorment un programa de Desenvolupament Directament a l'Escola de Negocis IESE.
Després de treballar-hi en altres responsabilitats, el 2010 fou nomenada directora dels Sistemes d'Informació del Port de Barcelona per tal d'integrar-hi les tecnologies de la informació i la comunicació. Durant aquella etapa, en la 19a edició de la Nit de les Telecomunicacions i la Informàtica, fou guardonada per la Generalitat de Catalunya amb el premi Alan Turing al cap de gestió d'informació (CIO) de l'any 2014, que reconegué la seva tasca en la implementació de les característiques d'una ciutat intel·ligent a l'ens portuari barceloní.
Més endavant, el 2016, Grimalt i Falcó compaginà el càrrec amb un ascens com a subdirectora general d'Organització i Recursos Interns del mateix port, departament en el qual passà a liderar un equip de 70 persones i un pla de comunicacions i inversions en ciberseguretat, dades massives, transició energètica, administració electrònica i l'increment del transport de mercaderies via ferrocarril. El 2020 deixà l'antiga direcció de Sistemes d'Informació i es centrà únicament en la subdirecció general fins que l'estiu del 2023 es constituí la Fundació BCN Port Innovation, una institució de participació pública-privada de desenvolupament logístic de la qual n'esdevingué la directora general.
En l'àmbit de l'acció cívica, ha exercit de jurat en guardons com els Premis Dona TIC.